# Foiano della Chiana
Foiano della Chiana is een gemeente in de Italiaanse provincie Arezzo (regio Toscane) en telt 8782 inwoners (31-12-2004). De oppervlakte bedraagt 40,8 km², de bevolkingsdichtheid is 215 inwoners per km².

## Demografie
Foiano della Chiana telt ongeveer 3301 huishoudens. Het aantal inwoners steeg in de periode 1991-2001 met 8,7% volgens cijfers uit de tienjaarlijkse volkstellingen van ISTAT.
| Jaar | Inwoneraantal |
| ---- | ------------- |
| 1991 | 7738          |
| 2001 | 8412          |

## Geografie
De gemeente ligt op ongeveer 318 m boven zeeniveau.
Foiano della Chiana grenst aan de volgende gemeenten: Castiglion Fiorentino, Cortona, Lucignano, Marciano della Chiana en Sinalunga (SI).

## Galerij

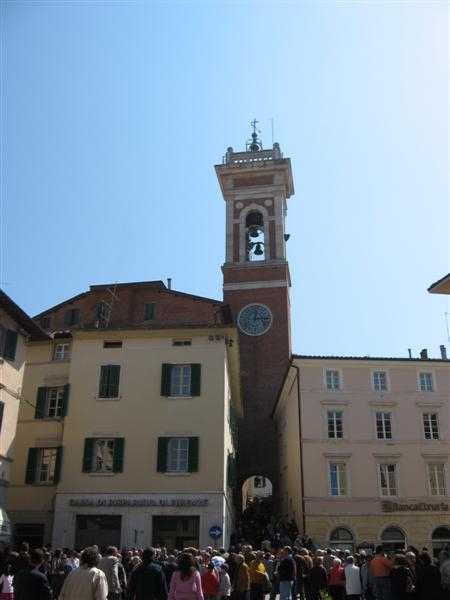
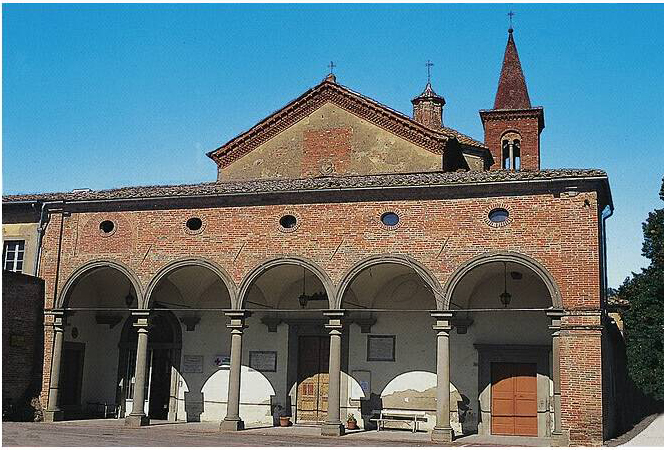
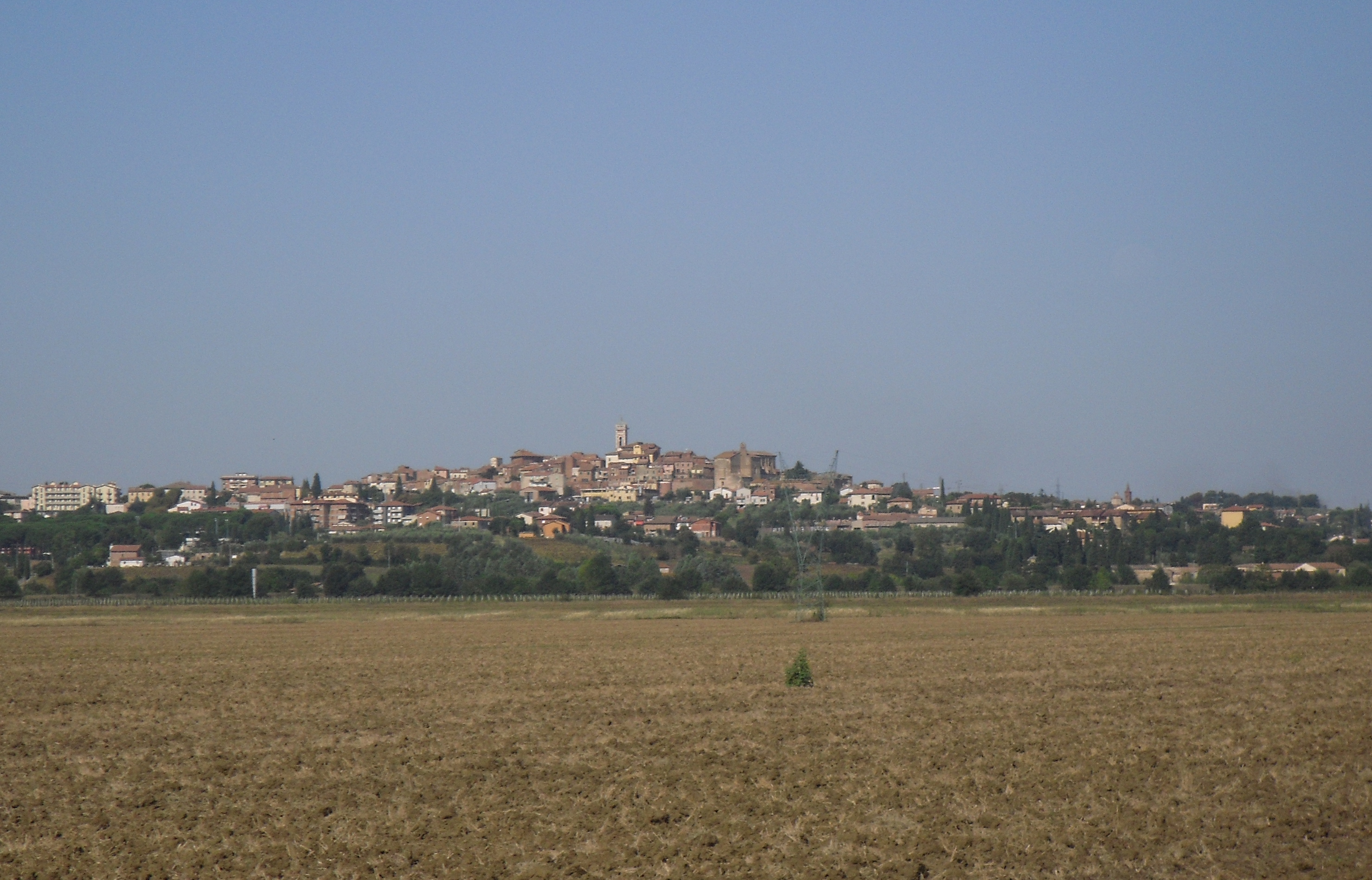